# لواء المشاة الكاراباتي المستقل (بولندا)

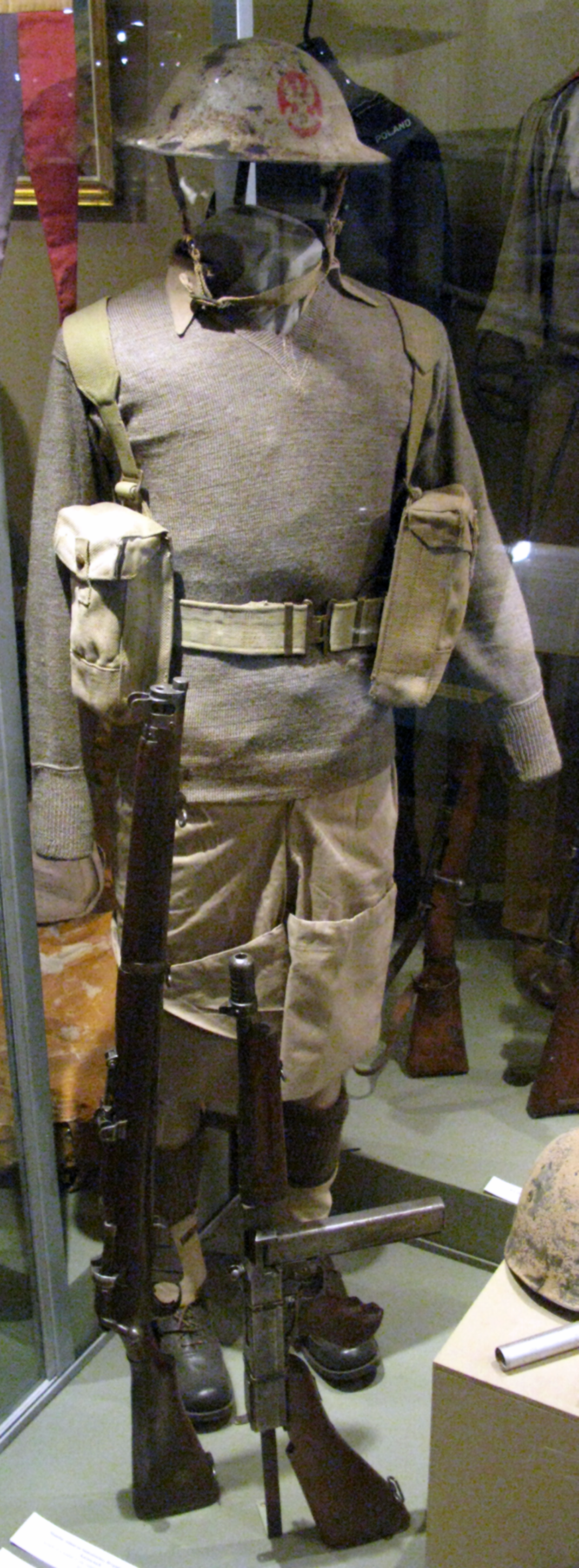
الزي العسكري لجنود اللواء الكاراباتي البولندي

لواء المشاة الكاراباتي المستقل (بالبولندية: Samodzielna Brygada Strzelców Karpackich) هي وحدة عسكرية بولندية بحجم لواء مشاة مستقل تتبع للحكومة البولندية في المنفي والتي اتخدت مقرها في لندن، تأسس اللواء في سوريا الفرنسية عام 1940 وتألف من الجنود البولنديين الذين نجوا من الاسر بعد احتلال بولندا عام 1939 من قبل ألمانيا النازية والاتحاد السوفيتي، كان اللواء تابعا للجيش الفرنسي في الشام إلا انه بعد سقوط فرنسا بيد الألمان وتأسيس حكومة فيشي الفرنسية الموالية للألمان جدد الجيش الفرنسي في الشام ولاءه لحكومة فيشي الأمر الذي دفع القوات البولندية إلي الانشقاق عنهم والانضمام إلي البريطانيين والانتقال إلي فلسطين البريطانية.

## الخلفية التاريخية
حينما احتلت بولندا خلال الحرب العالمية الثانية هرب أفراد الجيش البولندي الناجين من الاسر إلي رومانيا وهنغاريا ومنهما انتقلوا إلى فرنسا حيث مقر حكومة المنفى البولندية والتي تجمع لديها نحو 80,000 جندي بولندي إلا انه ونتيجة للضغوط الألمانية على رومانيا وهنغاريا اتجه اللاجئين البولنديين اللاحقين إلي بلاد الشام الخاضعة للفرنسيين (سوريا ولبنان) حيث التحقوا بالجيش الاستعماري الفرنسي حيث تم ايوائهم في مهاجع الفيلق الأجنبي الفرنسي في حمص وذلك بحلول شتاء عام 1939 حيث جرى إعادة تنظيمهم وتدريبهم وتسليحهم كجزء من الجيش الفرنسي في الشام.

## التأسيس
في 2 إبريل 1940 انتقلت قيادة الجنود البولنديين إلي حكومة المنفى البولندية التي كانت آنذاك تتخذ من فرنسا مقرا لها واطلق على الوحدة البولندية اسم لواء المشاة الكاراباتي المستقل وقدم ضابط بولندي برتبة مقدم من فرنسا ليتولى مهام قيادة اللواء والذي بلغ عدد افراده نحو 3,000 فرد.

## الانشقاق عن الفرنسيين
سقطت الحكومة الفرنسية اثر هزيمتها في معركة فرنسا على يد ألمانيا النازية والذين اسسوا حكومة عميلة لهم في فرنسا أطلق عليها اسم حكومة فيشي، في ذلك الوقت انتقلت الحكومة البولندية في المنفى إلي بريطانيا وواجه اللواء الكاراباتي البولندي وضعا متأزما بسبب تواجده في اراضي تابعة لحكومة فيشي بل أن قائد اللواء قد صدر بحقه أمرا بالقبض عليه بعد رفضه نزع السلاح من قواته صادر من قائد الجيش الفرنسي في الشام.

## الانضمام إلي البريطانيين
قام قائد اللواء البولندية في أغسطس 1940 بمغادرة سوريا بكامل قواته وعتاده العسكري متوجها إلي فلسطين حيث انضم إلي القوات البريطانية والتي نقلتهم إلي مصر وبلغ عدد افراد اللواء في أكتوبر 1940 نحو 5,500 فرد.

## الجيش الثامن البريطاني
انتقلت قوات اللواء الكاراباتي إلى مصر حيث قرر البريطانيون ضم القوات البولندية إلى الجيش الثامن البريطاني

## هوامش
1. ↑  Martin Williams chapter 1 P.5
2. 1 2 3  Martin Williams chapter 1 P.8